# فيليب دي أنتوني
فيليب دي أنتوني (بالإنجليزية: Philip D'Antoni)‏ هو منتج أفلام أمريكي، ولد في 19 فبراير 1929 في نيويورك في الولايات المتحدة، وتوفي في 15 أبريل 2018 في هاستينغز أون هدسون (نيويورك) في الولايات المتحدة.

## وصلات خارجية
- فيليب دي أنتوني على موقع IMDb (الإنجليزية)
- فيليب دي أنتوني على موقع الموسوعة البريطانية (الإنجليزية)
- فيليب دي أنتوني على موقع ألو سيني (الفرنسية)
- فيليب دي أنتوني على موقع أول موفي (الإنجليزية)
- فيليب دي أنتوني على موقع قاعدة بيانات الأفلام السويدية (السويدية)
- فيليب دي أنتوني على موقع قاعدة بيانات الفيلم (الإنجليزية)
- فيليب دي أنتوني على موقع كينوبويسك (الروسية)